# Mont Adams (Australie)
Pour les articles homonymes, voir Mont Adams, Mont Adams (mont sous-marin) et Adams.
Le mont Adams est une montagne d'Australie Occidentale.